# Silvano Cassano
Silvano Cassano (Filo di Argenta, 18 dicembre 1956) è un dirigente d'azienda italiano, ex amministratore delegato del gruppo Alitalia.

## Biografia
Inizia a lavorare per Hertz, dove - dopo una breve esperienza ad American Express - diviene nel 1990 responsabile del mercato italiano. Dal 1999 è direttore generale Europa, dove cura in particolare i mercati inglese e tedesco.
Nel 2000 si trasferisce a Torino come responsabile dei servizi finanziari di Fiat Auto, prima come amministratore delegato di Fidis, poi in qualità di presidente della divisione consumatori.
Il 31 marzo 2003 viene nominato amministratore delegato di Benetton Group. Il 13 novembre 2006 si è dimesso dalla carica di amministratore delegato, pur rimanendo nel consiglio d'amministrazione; pochi giorni dopo è stato nominato amministratore delegato di Grandi Navi Veloci.
La designazione al ruolo di amministratore delegato del gruppo è stata formalizzata nel consiglio di amministrazione Alitalia del 5 settembre 2014, l'assunzione effettiva del ruolo è avvenuta dopo il l'accordo tra Alitalia ed Etihad Airways avvenuto il 23 dicembre 2014. L'anno successivo, il 18 settembre 2015, rassegna le sue dimissioni come amministratore delegato di Alitalia.